# Rogue Trader
Rpgue Trader és una pel·lícula dramàtica del 1999 dirigida per James Dearden sobre l'ex-corredor de derivats Nick Leeson i el col·lapse de 1995 del Barings Bank.

## Sinopsi
Rogue Trader narra la història de Nick Leeson, un treballador del banc Barings que després d'una temporada d'èxit a l'oficina de la filial d'Indonèsia és enviat a Singapur com gerent general de la Planta d'Operacions a la SIMEX d'intercanvi. La pel·lícula segueix l'ascens de Leeson tan bon punt es converteix en un dels comerciants principals de Barings. Tanmateix, no tot és el que sembla a través del compte 88888 error.